# Trung tâm Adam Smith tại Ba Lan
Trung tâm Adam Smith (tiếng Ba Lan: Centrum im. Adama Smitha) là một viện chính sách có trụ sở tại Ba Lan, được coi là "viện chính sách quan trọng nhất ở Ba Lan".
Trung tâm Adam Smith được thành lập vào năm 1989 dựa trên một nhóm đối lập chống cộng trước đó và được đặt theo tên của Adam Smith và viện Adam Smith có trụ sở tại Vương quốc Anh. Trung tâm có khoảng 50 nhà kinh tế, nhà khoa học chính trị và nhà xã hội học. Tổ chức này cũng thành lập Ngày Tự do Thuế của Ba Lan.
Mặc dù không theo đảng phái, trung tâm theo đuổi lý thuyết thị trường tự do và các quan điểm tự do cổ điển. Một số thành viên nổi bật: Robert Gwiazdowski, Cezary Józefiak, Jan Winiecki, Andrzej Sadowski, Andrzej J. Piotrowski, Przemysław Wipler, Andrzej Szczęśniak, Ireneusz Jabłoński và Krzysztof Dzierżawski.
Trung tâm chính thức được thành lập vào ngày 16 tháng 9 năm 1989, ngay sau Hiệp định Bàn tròn Ba Lan và bắt đầu quá trình chuyển đổi hòa bình sang dân chủ ở Ba Lan. Tuy nhiên, hầu hết các thành viên ban đầu đều là thành viên của hội Akcja Gospodarcza. Đây là nhóm các nhà kinh tế theo định hướng thị trường tự do ủng hộ sự phản đối chính phủ cộng sản Ba Lan.